# Sugathadasa Stadium
Sugathadasa Stadium – to wielofunkcyjny stadion w Kolombo na Sri Lance. Jest obecnie używany głównie dla meczów piłki nożnej i turniejów sportowych. Stadion mieści 25 000 osób. W 1991 i 2006 na tym stadionie odbyły się Igrzyska Południowoazjatyckie. Gościł także większości meczów 2010 AFC Challenge Cup. W 2010 tutaj była wręczana Nagroda International Indian Film Academy. Ten stadion składa się z krytego stadionu i hotelu. Kryty stadion ma klimatyzację 500-tonową, wygodne fotele i twórcze efekty świetlne.